# Cyclocardia borealis
Cyclocardia borealis is een tweekleppigensoort uit de familie van de Carditidae. De wetenschappelijke naam van de soort is voor het eerst geldig gepubliceerd in 1832 door Conrad.